# Erminia d'Asburgo-Lorena
L'Arciduchessa Erminia d'Austria (Erminia Amalia Maria; Budapest, 14 settembre 1817 – Vienna, 13 febbraio 1842) è stata una principessa austriaca, membro del Casato d'Asburgo-Lorena.

## Biografia
Era figlia dell'Arciduca Giuseppe d'Asburgo-Lorena e di Erminia di Anhalt-Bernburg-Schaumburg-Hoym. Sua madre morì poco dopo aver dato alla luce lei ed suo fratello gemello, l'Arciduca Stefano, Palatino d'Ungheria. Fu allevata dalla sua matrigna, Maria Dorotea di Württemberg. Trascorse gran parte della sua infanzia a Buda e nella tenuta di famiglia ad Alcsút e ricevé un'educazione eccellente.
Erminia fu badessa del capitolo di nobili dame in Praga, e morì il 13 febbraio 1842 a Vienna.

## Ascendenza
|                                                |                                          |                                               | Genitori                                        |  |  | Nonni |  |  | Bisnonni              |  |  | Trisnonni          |  |
|                                                |                                          |                                               |                                                 |  |  |       |  |  | Francesco I di Lorena |  |  | Leopoldo di Lorena |  |
|                                                |                                          |                                               |                                                 |  |  |       |  |  | Francesco I di Lorena |  |  | Leopoldo di Lorena |  |
|                                                |                                          | Elisabetta Carlotta di Borbone-Orléans        |                                                 |  |  |       |  |  | Francesco I di Lorena |  |  |                    |  |
| Leopoldo II d'Asburgo-Lorena                   |                                          |                                               |                                                 |  |  |       |  |  | Francesco I di Lorena |  |  |                    |  |
|                                                |                                          | Maria Teresa d'Austria                        | Carlo VI d'Asburgo                              |  |  |       |  |  |                       |  |  |                    |  |
|                                                |                                          | Maria Teresa d'Austria                        | Carlo VI d'Asburgo                              |  |  |       |  |  |                       |  |  |                    |  |
|                                                |                                          | Maria Teresa d'Austria                        | Elisabetta Cristina di Brunswick-Wolfenbüttel   |  |  |       |  |  |                       |  |  |                    |  |
| Arciduca Giuseppe, Palatino d'Ungheria         |                                          | Maria Teresa d'Austria                        |                                                 |  |  |       |  |  |                       |  |  |                    |  |
|                                                |                                          | Carlo III di Spagna                           | Filippo V di Spagna                             |  |  |       |  |  |                       |  |  |                    |  |
|                                                |                                          | Carlo III di Spagna                           | Filippo V di Spagna                             |  |  |       |  |  |                       |  |  |                    |  |
|                                                |                                          | Carlo III di Spagna                           | Elisabetta Farnese                              |  |  |       |  |  |                       |  |  |                    |  |
| Maria Ludovica di Borbone-Spagna               |                                          | Carlo III di Spagna                           |                                                 |  |  |       |  |  |                       |  |  |                    |  |
|                                                |                                          | Maria Amalia di Sassonia                      | Augusto III di Polonia                          |  |  |       |  |  |                       |  |  |                    |  |
|                                                |                                          | Maria Amalia di Sassonia                      | Augusto III di Polonia                          |  |  |       |  |  |                       |  |  |                    |  |
|                                                |                                          | Maria Amalia di Sassonia                      | Maria Giuseppa d'Austria                        |  |  |       |  |  |                       |  |  |                    |  |
| Arciduchessa Erminia d'Austria                 |                                          | Maria Amalia di Sassonia                      |                                                 |  |  |       |  |  |                       |  |  |                    |  |
|                                                | Carlo di Anhalt-Bernburg-Schaumburg-Hoym | Vittorio I di Anhalt-Bernburg-Schaumburg-Hoym |                                                 |  |  |       |  |  |                       |  |  |                    |  |
|                                                | Carlo di Anhalt-Bernburg-Schaumburg-Hoym | Vittorio I di Anhalt-Bernburg-Schaumburg-Hoym |                                                 |  |  |       |  |  |                       |  |  |                    |  |
|                                                | Carlo di Anhalt-Bernburg-Schaumburg-Hoym | Carlotta Luisa di Isenburg-Birstein           |                                                 |  |  |       |  |  |                       |  |  |                    |  |
| Vittorio II di Anhalt-Bernburg-Schaumburg-Hoym | Carlo di Anhalt-Bernburg-Schaumburg-Hoym |                                               |                                                 |  |  |       |  |  |                       |  |  |                    |  |
|                                                |                                          | Eleonora di Solms-Braunfels                   | Federico Guglielmo, Principe di Solms-Braunfels |  |  |       |  |  |                       |  |  |                    |  |
|                                                |                                          | Eleonora di Solms-Braunfels                   | Federico Guglielmo, Principe di Solms-Braunfels |  |  |       |  |  |                       |  |  |                    |  |
|                                                |                                          | Eleonora di Solms-Braunfels                   | Sofia Maddalena Benigna di Solms-Laubach-Utphe  |  |  |       |  |  |                       |  |  |                    |  |
| Erminia di Anhalt-Bernburg-Schaumburg-Hoym     |                                          | Eleonora di Solms-Braunfels                   |                                                 |  |  |       |  |  |                       |  |  |                    |  |
|                                                |                                          | Carlo Cristiano di Nassau-Weilburg            | Carlo Augusto di Nassau-Weilburg                |  |  |       |  |  |                       |  |  |                    |  |
|                                                |                                          | Carlo Cristiano di Nassau-Weilburg            | Carlo Augusto di Nassau-Weilburg                |  |  |       |  |  |                       |  |  |                    |  |
|                                                |                                          | Carlo Cristiano di Nassau-Weilburg            | Augusta Federica Guglielmina di Nassau-Idstein  |  |  |       |  |  |                       |  |  |                    |  |
| Amalia di Nassau-Weilburg                      |                                          | Carlo Cristiano di Nassau-Weilburg            |                                                 |  |  |       |  |  |                       |  |  |                    |  |
|                                                |                                          | Carolina d'Orange-Nassau                      | Guglielmo IV, Principe d'Orange                 |  |  |       |  |  |                       |  |  |                    |  |
|                                                |                                          | Carolina d'Orange-Nassau                      | Guglielmo IV, Principe d'Orange                 |  |  |       |  |  |                       |  |  |                    |  |
|                                                |                                          | Carolina d'Orange-Nassau                      | Anna, Principessa Reale                         |  |  |       |  |  |                       |  |  |                    |  |
|                                                |                                          | Carolina d'Orange-Nassau                      |                                                 |  |  |       |  |  |                       |  |  |                    |  |